# Höch Gumme
Höch Gumme är en bergstopp i Schweiz.   Den ligger i distriktet Interlaken-Oberhasli och kantonen Bern, i den centrala delen av landet, 50 km öster om huvudstaden Bern. Toppen på Höch Gumme är 2 205 meter över havet, eller 168 meter över den omgivande terrängen. Bredden vid basen är 2,8 km.
Terrängen runt Höch Gumme är bergig åt sydost, men åt nordväst är den kuperad. Närmaste större samhälle är Giswil, 8,6 km nordost om Höch Gumme. 
I omgivningarna runt Höch Gumme växer i huvudsak blandskog. Runt Höch Gumme är det ganska tätbefolkat, med 93 invånare per kvadratkilometer.